# Josefina Tanasa
Josefina Tanasa (* 4. Februar 1940 in Jassy (rumänisch: Iași), Rumänien; † 10. Februar 2020 in St. Gallen) war eine rumänisch-schweizerische Zirkusartistin.

## Leben und Werk
Josefina Tanasa wuchs in einer Arbeiterfamilie in Jassy, einer Stadt im Nordosten Rumäniens, auf. Im rumänischen Staatszirkus trat sie zuerst mit ihrem Bruder auf, dann mit ihrem Mann, dem Clown Tandarica Veteranyi, der eine Tochter in die Ehe brachte.
Verfolgt von der Repression des Ceaușescu-Regimes, gelang der Familie 1966 über Bratislava und Wien mit Hilfe von Rolf Knie senior die Flucht in die Schweiz.
Weltweit wurde sie für ihren «Zopfhang» bekannt. Dabei liess sie sich an den Haaren unter die Zirkuskuppel ziehen, um in luftiger Höhe mit Bällen und Feuerfackeln zu jonglieren. Nach einem Engagement beim Circus Knie trat Tanasa zusammen mit ihrer Familie einen Triumphzug durch die Manegen der Welt an. So trat sie in verschiedenen Städten Europas, Brasiliens, der USA und Argentiniens auf.
1962 kam ihre Tochter Monica zur Welt, die später als Aglaja Veteranyi mit ihrem Roman «Warum das Kind in der Polenta kocht» bekannt wurde.
Nach einem Arbeitsunfall in Gran Canaria lebte Tanasa als alleinerziehende Mutter ab 1977 kurz in Altenrhein und über viele Jahre in Rorschach. Ihre letzte Ruhestätte fand sie im Gemeinschaftsgrab auf dem Zentralfriedhof Rorschach.
Der Autor Richard Lehner veröffentlichte 2018 eine Biografie Josefina Tanasas.